# 8811 Waltherschmadel
8811 Waltherschmadel (1982 UX5) là một tiểu hành tinh vành đai chính được phát hiện ngày 20 tháng 10 năm 1982 bởi L. G. Karachkina ở Đài vật lý thiên văn Crimean.